# Gentianella thyrsoidea
Gentianella thyrsoidea là một loài thực vật có hoa trong họ Long đởm. Loài này được (Hook.) Fabris mô tả khoa học đầu tiên năm 1958.